# Dichilanthe
Dichilanthe é um género botânico pertencente à família Rubiaceae.